# Коалиционное правительство Демократической Кампучии
Коалицио́нное прави́тельство Демократи́ческой Кампучи́и (кхмер. រដ្ឋាភិបាលចម្រុះកម្ពុជាប្រជាធិបតេយ្យ; англ. Coalition Government of Democratic Kampuchea, CGDK) — правительство в изгнании, созданное тремя группами камбоджийской эмиграции, противостоявшей провьетнамскому режиму Народной Республики Кампучия. Учреждено в 1982 году. Объединяло Красных кхмеров Пол Пота, сторонников принца Сианука и национал-либералов экс-премьера Сон Санна. Вело активную военно-политическую борьбу против НРК и СРВ. При поддержке КНР, США и ряда западных держав занимало место Кампучии в ООН. Расформировано в 1993 году, после политического урегулирования и восстановления Королевства Камбоджа.

## Предыстория
17 апреля 1975 года Красные кхмеры заняли Пномпень. Был установлен тоталитарный режим Демократической Кампучии. Правительство Пол Пота развязало под коммунистическими лозунгами геноцид внутри страны и пограничную войну с Вьетнамом.
7 января 1979 года в Пномпень вступили вьетнамские войска. «Демократическая Кампучия» пала. Был установлен режим Народной Республики Кампучия (НРК) во главе с Хенг Самрином, ориентированный на СРВ, Лаос и СССР. Пол Пот и его сторонники укрылись в джунглях на границе с Таиландом, где повели партизанскую войну. Эмигрантские антикоммунистические группы, консолидированные вокруг принца Нородома Сианука и бывшего премьер-министра Сон Санна, также не признали НРК и продолжали политическую борьбу.

## Создание коалиции
С 1979 года наметилась консолидация трёх основных оппозиционных сил — Партии Демократической Кампучии (ПДК, «красные кхмеры» Пол Пота), ФУНСИНПЕК (монархисты Сианука), Национального фронта освобождения кхмерского народа (KPNLF, национал-либералы Сон Санна). Сближению этих глубоко различных и ещё недавно враждебных друг другу сил способствовал общий враг в лице провьетнамского режима НРК. Идеологические разногласия сгладились после того, как партия «красных кхмеров» официально отказалась от коммунизма, провозгласив себя «демосоциалистической». При этом лично Пол Пот в публичном пространстве отошёл на второй план.
22 июня 1982 года в малайзийской столице Куала-Лумпуре был подписан договор о создании Коалиционного правительства Демократической Кампучии (в международном обиходе утвердилась англоязычная аббревиатура CGDK). Официальными участниками объединения стали ФУНСИНПЕК, KPNLF и ПДК. Главой коалиции стал Нородом Сианук, премьер-министром — Сон Санн, министром иностранных дел — Кхиеу Самфан, номинальный глава Демократической Кампучии, с 1979 представлявший в ООН свергнутое правительство (он был причастен к геноциду в меньшей степени, нежели другие лидеры «красных кхмеров»). Этот «триумвират» олицетворял для мировой общественности камбоджийское сопротивление.

Создать CGDK потребовали в Пекине. Китайцы заявили, что будут поддерживать силы некоммунистического сопротивления только если они объединятся в коалицию с красными кхмерами. Все участники при этом сохранили собственную администрацию и армию. CGDK было скорее координационным комитетом, чем правительством. На самом деле там никто не доверял никому. Китайцы снабжали деньгами и материальной помощью своих клиентов-маоистов. Республиканцы же и монархисты получали минимальное содействие.

В рамках CGDK действовали два трехсторонних совещания: политическое и военное. В политическом совещании президент Сианук, премьер-министр Сон Санн и министр иностранных дел Кхиеу Самфан обсуждали общую стратегию борьбы против Вьетнама. В военном совещании участвовали генерал Сак Сутсакан (или я) от KPNLAF, генерал Тиеп Бен от ANS и Сон Сен от красных кхмеров.

Политическое совещание было скорее формальностью, чем функцией. А вот встречи военных проходили напряжённо. KPNLAF и красные кхмеры конфликтовали, строили друг другу препятствия. На публику говорилось о партнёрстве, но реально между нами и полпотовцами не было сотрудничества.

Гаффар Пеанг-Мет

## Военно-политическая борьба
Целью Коалиционного правительства Демократической Кампучии являлось изгнание вьетнамских войск и свержение режима Хенг Самрина. В коалиции существовало явное разделение функций. Главной вооружённой силой были формирования «Красных кхмеров» — Национальная армия Демократической Кампучии, насчитывавшая до 50 тысяч боевиков под командованием Пол Пота, Сон Сена и Та Мока. Партизанскую войну с правительственными войсками и вьетнамским экспедиционным корпусом вели в основном полпотовцы. Роль Вооружённых сил национального освобождения кхмерского народа (KPNLAF) — военного крыла KPNLF под командованием Дьен Деля и Сак Сутсакана — была значительно меньшей. Вооружённые силы сиануковцев носили в основном символический характер.

«Красные кхмеры» перешли к привычной для себя партизанской борьбе. Теперь их главным союзником стал бывший противник — Таиланд… Они уничтожили почти 40 % населения собственной страны, что не снилось и самым жестоким диктаторам. Причём проходил этот геноцид под коммунистическими лозунгами. Однако Запад всё это совершенно не взволновало. Ведь полпотовцы были союзниками коммунистического же Китая, который с середины 70-х до событий на площади Тяньаньмэнь считался неофициальным «16-м членом НАТО». А свергли полпотовцев вьетнамцы, победители США и союзники СССР. Поэтому кампучийские коммунистические головорезы оказались «жертвами вьетнамской агрессии».

Александр Храмчихин.

В то же время ФУНСИПЕК принца Сианука обеспечивал традиционную легитимность и значительную поддержку в населении Камбоджи. KPNLF Сон Санна определял политические установки и лозунги, поддерживал связи в США, Западной Европе, странах АСЕАН, привлекал финансирование коалиции.
CGDK обладало международным признанием и представляло Камбоджу в ООН. Правительство Сианука - Сон Санна - Кхиеу Самфана официально признавала также КНДР (вопреки позиции СССР). Сианук длительное время проживал в Пхеньяне.
В 1984—1985 годах наступление вьетнамских войск сильно подорвало позиции CGDK, однако подавить вооружённое сопротивление не удалось. Со второй половины 1980-х камбоджийская вооружённая оппозиция стала получать американскую помощь в рамках Доктрины Рейгана. Камбоджийский конфликт был заметным элементом глобальной Холодной войны, подобно афганской, никарагуанской, ангольской, мозамбикской войнам. CGDK рассматривалась в одном ряду с моджахедами, Контрас, РЕНАМО и УНИТА. Особенность заключалась в том, что важную роль в камбоджийской антикоммунистической коалиции играли недавние коммунисты. Но США оказывали поддержку преимущественно KPNLF.

Наиболее перспективной группой с точки зрения идеологической ориентации является Национальный фронт освобождения кхмерского народа (KPNLF). Возглавляемый, по крайней мере номинально, 75-летним экс-премьером Сон Санном, KPNLF исповедует демократию и свободное предпринимательство. Один из главных военачальников KPNLF Дьен Дель также стремится к плюралистической политической системе и заявляет, что хотел бы для Камбоджи «экономику как в Сингапуре».

Более аморфная группа состоит из активистов, лояльных бывшему главе государства принцу Нородому Сиануку. В течение 30 лет он управлял Камбоджей, отличаясь роскошным образом жизни и авторитарными методами. На протяжении своей долгой политической карьеры он в разное время поддерживался вьетнамцами, китайскими коммунистами, Соединёнными Штатами и красными кхмерами, а также некоммунистическими камбоджийскими элементами. Если его фракция вернётся к власти, нет гарантий, что этот оппортунизм не повторится.

Третий компонент повстанческой триады — красные кхмеры. Хотя Пол Пот оставил свой лидерский пост в начале 1986 года, он до сих пор, по слухам, руководит этой фракцией. Двое других главных руководителей, Иенг Сари и Кхиеу Самфан, были высокопоставленными чиновниками в правительстве красных кхмеров и совершали отвратительные зверства.

Сторонников Сианука едва наберётся 5 тысяч партизан. KPNLF имеет 12—15 тысяч. Красные кхмеры — более 30 тысяч опытных бойцов и, благодаря китайской щедрости, снабжены современным оружием. Такое соотношение сил не сулит ничего хорошего в послереволюционной борьбе за власть. Это правда, что KPNLF имеет значительную поддержку гражданских лиц, более 250 тысяч сторонников среди беженцев в лагерях вдоль границы с Таиландом. Но нет никакой уверенности в том, что этот фактор может быть переведён в достаточную военную силу, даже при внешней помощи. Продолжающееся присутствие вьетнамцев в Камбодже является явным нарушением международного права и империалистической эксплуатацией. Но альтернативой может оказаться правительство красных кхмеров и ещё один раунд геноцида. Этого нельзя игнорировать.

Тед Карпентер, эксперт Института Катона, июнь 1986

В 1987 году принц Сианук «взял отпуск» на посту главы коалиции. На первый план выдвинулся Сон Санн. Однако расчёты СССР и Вьетнама на отход Сианука от оппозиции не оправдались. В 1990 году CGDK было переименовано в Национальное правительство Камбоджи. Этот жест был сделан незадолго до начала мирных переговоров, к которым власти НРК были вынуждены после начатого в 1989 году вывода вьетнамских войск. Соответствующая договорённость была достигнута в ходе визита Михаила Горбачёва в Пекин и переговоров с Дэн Сяопином.
По мере вывода вьетнамских войск в 1989—1990 годах формирования CGDK пытались развить наступательные действия, прежде всего в пограничных провинциях Баттамбанг и Пайлин. Были нанесены активные удары, достигнуто некоторое продвижение. Наибольших успехов добились полпотовцы, на некоторое время установившие контроль над городом Пайлин, административным центром одноимённой провинции. Однако правительственные войска быстро отбили позиции, существенно расширить контролируемую CGDK территорию не удалось.

## Поддержка западных стран
Большинство западных стран (за исключением Франции, а также Швеции, где в этой связи отмечались протесты) дипломатически признавали CGDK законным правительством Камбоджи. В 1981 году помощник президента США Джимми Картера по национальной безопасности Збигнев Бжезинский признал, что одобрял поддержку Пол Пота со стороны КНР. Американская помощь кампучийским беженцам шла преимущественно в лагеря, контролируемые «красными кхмерами». Присутствие в коалиции некоммунистических групп упростило для конгресса США одобрение финансовой помощи CGDK. Содействие боевикам оказывали и специалисты британской спецслужбы САС (с 1983). В 1988 Маргарет Тэтчер разъяснила, что «более резонная часть „красных кхмеров“ должна играть какую-нибудь роль в будущем правительстве, но только мелкую роль».

## Результаты на выборах
В 1991 году были заключены Парижские соглашения о политическом урегулировании. С 1993 года восстановлено Королевство Камбоджа. На трон вернулся Нородом Сианук. После этого CGDK самоупразднилось, коалиция перестала существовать. Составляющие её партии повели самостоятельную политику. Выборы состоялись 23 и 28 мая 1993 года.
Наибольшего успеха добились сторонники короля Сианука: ФУНСИНПЕК получил 45,5 % голосов и 58 из 120 мандатов в Национальной ассамблее.
KPNLF преобразовался в Буддистскую либерально-демократическую партию во главе с Сон Санном. За неё проголосовали 3,8 % избирателей, что дало 10 мандатов. 1,6 % поддержали Либерально-демократическую партию генерала Сак Сутсакана (в парламент партия не прошла). Сон Санн несколько месяцев был председателем Национальной ассамблеи, потом министром без портфеля в правительстве Нородом Ранарита—Хун Сена.
Партия Демократической Кампучии преобразовалась в Камбоджийскую партию национального единства и вступила в конфликт с новыми властями. «Красные кхмеры» бойкотировали выборы, вновь повели вооружённую борьбу и в 1994 создали «правительство национального единства и национального спасения». Раскол в руководстве и смерть Пол Пота в 1998 году дезорганизовали и деморализовали движение. Оставшиеся в живых лидеры, в том числе Кхиеу Самфан и Та Мок, предстали перед судом и осуждены по обвинениям в геноциде.
Партии, составлявшие CGDK — даже без полпотовцев — на первых послевоенных выборах получили поддержку большинства избирателей. При этом массовую популярность имели только сиануковцы (партия, самая слабая партия в военном отношении). На второе место — 38,2 % голосов и 51 мандат — вышла Народная партия Камбоджи, происходящая от режима Хенг Самрина.

Получилось, что каждый второй камбоджиец просто хотел царя. Двое из пяти превыше всего ставили безопасность и стабильность. Лишь один из двадцати пяти высказался за демократию и прогресс. Память Кхмерской Республики не вдохновила массы. Её запомнили как то, с чего начались война и геноцид... Если бы «Красные кхмеры» всё-таки поучаствовали в выборах, вряд ли общая картина изменилась принципиально. Готовых отправиться волчьей тропой оказалось бы процентов десять.

Новое правительство было сформировано на основе коалиции ФУНСИНПЕК, Народной партии Камбоджи и Буддистской либерально-демократической партии. Таким образом, возник блок двух партий CGDK с преемниками Хенг Самрина — против «красных кхмеров», ранее входивших в CGDK.